# 予算線
予算制約線（よさんせいやくせん,英: budget constraint line）、あるいは単に予算線（よさんせん）とは、予算制約式を、財・サービスの消費量と財価格のグラフ上に描いた直線である。
この直線が無差別曲線と接する点(主体的均衡点または最適消費点と呼ぶ)において、消費者の効用が最大化される。
消費者は、予算の制限がなければ効用を限りなく最大化しようとする。
しかしながら、消費者一人一人が持ちうるお金には上限が決まっている。
簡単に言えば、財布の中に入る金には限りがあり、効用も制限される。
この上限の下、消費者は自己の効用を最大化するような財・サービスの組み合わせを決定する。
このような制限を、経済学では予算制約と言い、それを式で表したものが予算制約式である。
たとえば、2つの財XとYを仮定し、これらの財の価格をそれぞれPx、Pyとする。また、所得をIとすると、
予算制約式は
{\displaystyle P_{x}x+P_{y}y\leq I}
となる。